# Torneo de San Petersburgo 2013
El St. Petersburg Open 2013 es un torneo de tenis. Pertenece al ATP Tour 2013 en la categoría ATP World Tour 250. El torneo tendrá lugar en la ciudad de San Petersburgo, Rusia, desde el 17 de septiembre hasta el 23 de septiembre de 2012 sobre canchas duras bajo techo.

## Cabezas de serie
| Tenista           | Ranking | N.º |
| Fabio Fognini     | 17      | 1   |
| Mijaíl Yuzhny     | 20      | 2   |
| Janko Tipsarević  | 23      | 3   |
| Dmitri Tursúnov   | 32      | 4   |
| Fernando Verdasco | 33      | 5   |
| Ernests Gulbis    | 36      | 6   |
| Lukáš Rosol       | 46      | 7   |
| Denis Istomin     | 47      | 8   |

- Los cabezas de serie, están basados en el ranking ATP del 9 de septiembre de 2013.

### Dobles masculinos
| Tenista                         | Ranking | Preclasificada |
| David Marrero Fernando Verdasco | 41      | 1              |
| Max Mirnyi Horia Tecău          | 56      | 2              |
| Daniele Bracciali Lukáš Dlouhý  | 82      | 3              |
| František Čermák Filip Polášek  | 97      | 4              |

- Los cabezas de serie, están basados en el ranking ATP del 9 de septiembre de 2013.

## Campeones

### Individual Masculino
Ernests Gulbis venció a  Guillermo García-López por 3-6, 6-4, 6-0

### Dobles Masculino
David Marrero /  Fernando Verdasco vencieron a  Dominic Inglot /  Denis Istomin por 7-6(8-6), 6-3